# Wołodijiwci (przystanek kolejowy)
Wołodijiwci (ukr. Володіївці) – przystanek kolejowy w miejscowości Wołodyjowce, w rejonie żmeryńskim, w obwodzie winnickim, na Ukrainie. Położony jest na linii Żmerynka – Mohylów Podolski – Ocnița.